# 緋桜白拍子
『緋桜白拍子』（ひおうしらびょうし）は、藤丞めぐる作の平安調アクションストーリー漫画（1998年 - 2002年刊）。
『花とゆめ』および『別冊花とゆめ』（いずれも白泉社）で連載されていた。単行本全12巻。
2008年6月より、夢幻アンソロジーシリーズ（祥伝社）にて外伝が掲載。2018年現在、『まんがグリム童話』（ぶんか社）にて続編となる『新・緋桜白拍子』が連載されている。

## あらすじ
刺客育成組織・緋桜院で暗殺者となるべく育てられた梓は、後に、大納言の北大路高遠に養子として引き取られて幸せな生活を送っていた。しかし、皇室の外戚となって悪政を繰り広げる左大臣一派から大切な家族を守るために、斬鋼糸を操る緋桜の白拍子となって暗躍することを決意。様々な事件や人々との出会いによって、梓は暗い過去にあたる緋桜院や、皇室をも巻き込む陰謀に巻き込まれていく。

## 登場人物
梓（あずさ）
幼い頃に両親に捨てられ、刺客育成組織・緋桜院で成長する。
北大路高遠に引き取られて幸せな生活を送るが、悪政を繰り広げる左大臣一派を倒すために、斬鋼糸を操る緋桜の白拍子となって、闇夜に舞うことになる。
子安時迅（こやす ときはや）
白拍子追捕の指揮者。想いを寄せていた梓の正体が、白拍子であったことに衝撃を受けるが・・・・。後に結ばれて陰ながら梓を支える。
冬尋（ふゆつぐ）
常陸介の子。盗賊に家族を殺されてしまい、孤児になる。
敵を取るために緋桜院で殺人術を学ぶ。
左大臣の養子になり、梓と死闘を繰り広げるが・・・・。
北大路高遠（きたおおじ たかとう）
大納言。妻の茅野を失い失意の日々を送っていたが、梓を新しい家族として迎える。
悪政を繰り広げる左大臣と対立している。
茅野（かやの）
内大臣の娘で、北大路高遠の正室となる。
病弱な体質であったが、娘の慶子をもうける。彼女の死後、北大路高遠は再婚していない。
慶子（けいこ）
北大路高遠の娘。北大路高遠の力を抑えたい左大臣の策略によって幼い帝の元へ入内し、桐壺の更衣となる。
左大臣（さだいじん）
娘の沙輪姫を中宮にし悪政を繰り広げていたため、白拍子に命を狙われることになる。しかし、その正体は緑水が手を貸して沙輪が作り出した人形。本当の左大臣は入内を拒んだ沙輪により殺されていた。
沙輪姫（さわひめ）
左大臣の長女。冬尋に想いを寄せるが、入内して中宮になる。後に冬尋と内通し娘をもうける。
十輪姫（とわひめ）
左大臣の次女。左大臣が変貌してしまった理由の調査を白拍子に依頼する。
美輪姫（みわひめ）
左大臣の三女。時迅に想いを寄せるが、失恋してしまう。
帝（みかど）
母の女御が左大臣に毒を盛られて亡くなり、父の先帝も亡くなったため、幼くして即位する。梓のことを気に入るが・・・・。
晏子（あんし）
右大臣・堀田成章の五女。入内して弘徽殿の女御と呼ばれる。
帝と年が近いので（晏子の方が年上）、寵愛を受けるようになった。後に中宮となり、暁仁親王をもうける。
緑水（りょくすい）
梓に殺人術を教えた人物。緋桜院の復興を企む。
椎奈（しいな）
緑水に付き添っている少年。緑水さえも知らなかった秘密がある。
蘭王丸（らんおうまる）
緋桜院総裁・太白の一人息子。幻術が得意。大人びた印象を持つが（作中では）梓と同じ17歳。
太白（たいはく）
緋桜院の総裁。総裁の地位を狙った緑水に殺される。
凪砂（なぎさ）
梓の親友。緋桜院で殺人術を身に付ける。長針と変装が得意。緋桜院にいたころ梓に命を助けられ、それからも対等に接してくれた梓に深く感謝をし、貴族の姫として幸せなになった梓を見ても羨ましいとは感じても憎くは感じなかった。一度、梓の信頼を裏切るが心からの裏切りでは無かった為に再び仲良くなる。時迅も見抜けぬほどに上手く白拍子に変装し緑水を欺くことに成功した。
空弥（くうや）
両親を失い、妹のほたると共に緋桜院に引き取られる。
ほたるの死後、自殺を図るが、大納言諸平に助けられる。円月輪が得意。
ほたる　
空弥の妹。緋桜院の最終試験で殺されてしまう。
尼君（あまぎみ）
梓の本当の母親。妾胎の姫君で正室の息子である義兄と愛し合い梓をもうける。しかし父親の怒りにふれ義兄は婚約者と結婚。自身は梓を産んだ後に出家させられた。赤子の梓を自身の形見として水晶の数珠を持たせ貧しい農民夫婦に預けた。
後に成長した梓と出会い、大納言の娘として、そして白拍子として幸せに生きる梓に、再び数珠を授ける。梓は「白拍子」としては名乗り出たが「梓」としては名乗り出ず、尼君もまた自らが母親だとはっきりと告げることは無かったが心でしっかりと結ばれた。